# Gare de Montmélian
Gare de Montmélian – stacja kolejowa w Montmélian, w departamencie Sabaudia, w regionie Owernia-Rodan-Alpy, we Francji.
Jest stacją kolejową Société nationale des chemins de fer français (SNCF), obsługiwaną przez pociągi TER Rhône-Alpes.

## Położenie
Znajduje się na wysokości 286 m n.p.m., na km 150,903, pomiędzy stacjami Chambéry - Challes-les-Eaux i Saint-Pierre-d’Albigny. Jest też stacją końcową linii z Grenoble.